# Lekarz dentysta
Ten artykuł należy dopracować:

przedstawiono sytuację tylko z polskiej perspektywy – artykuł powinien być przekrojowy.
Pomóż go poprawić. Na stronie dyskusji mogą znajdywać się pomocne komentarze.

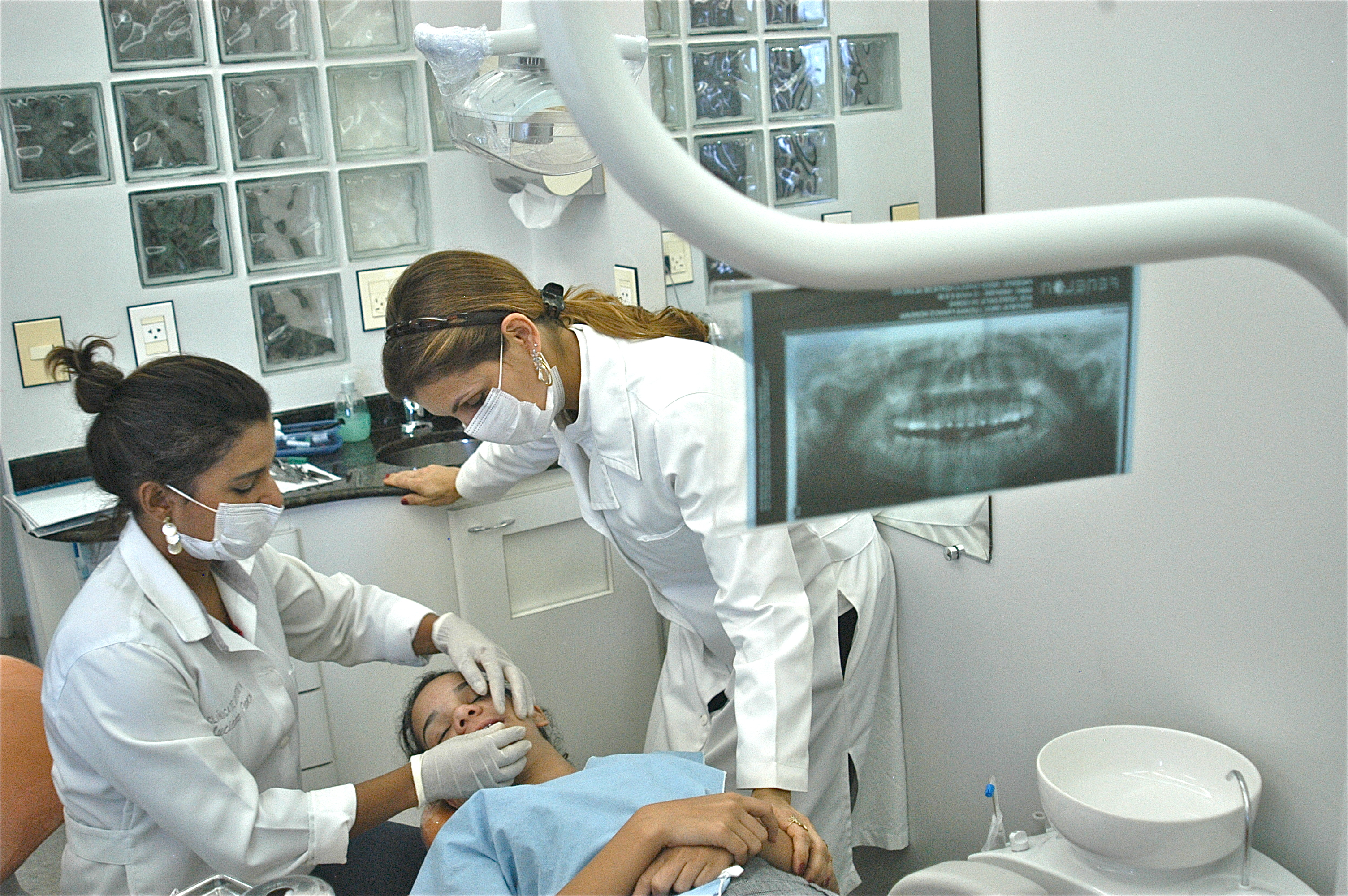
Dentysta przy pracy

Lekarz dentysta pot. dentysta (z łac. dens dopełniacz dentis „ząb”), dawniej lekarz stomatolog – zawód zaufania publicznego wykonywany przez osobę uprawnioną do praktycznego stosowania wiedzy z zakresu stomatologii.

## Stan prawny w Polsce
W Polsce tytuł lekarza dentysty i prawo wykonywania zawodu w celu odbycia stażu, uzyskuje się po pięcioletnich jednolitych studiach magisterskich na kierunku lekarsko-dentystycznym w jednej z uczelni medycznych. Po zaliczeniu rocznego stażu podyplomowego oraz zdaniu Lekarsko-Dentystycznego Egzaminu Końcowego przyznawane jest nieograniczone prawo wykonywania zawodu (PWZ) lekarza dentysty.
Zgodnie z ustawą o zawodzie lekarza i lekarza dentysty z dnia 5 grudnia 1996 r., lekarz dentysta upoważniony jest do leczenia schorzeń zębów, jamy ustnej oraz obszaru twarzoczaszki i okolic przyległych.
Lekarze dentyści mogą specjalizować się w następujących specjalnościach:
- chirurgia stomatologiczna
- chirurgia szczękowo-twarzowa
- ortodoncja
- periodontologia
- protetyka stomatologiczna
- stomatologia dziecięca
- stomatologia zachowawcza z endodoncją
- zdrowie publiczne
- epidemiologia.

Specjalizacje te odbywają się na zasadzie modułów jednolitych trwających od 3 do 6 lat (najdłużej chirurgia twarzowo-szczękowa).
Od momentu wejścia Polski do Unii Europejskiej tytuł zawodowy to „lekarz dentysta”. Osoby, które przed 2002 uzyskały tytuł „lekarza stomatologa”, mają prawo się nim posługiwać. W niektórych państwach odróżnia się pojęcia „stomatolog” i „dentysta”.